# Muhomono
Muhomono è un film del 1953 diretto Kōzō Saeki.

## Distribuzione
In Giappone venne distribuito nelle sale a partire dal 23 novembre 1953. È inedito in Italia.